# 1991 год в Азербайджане
В статье в хронологическом порядке представлены события произошедшие в Азербайджане за 1991 год.

## Январь
- 13 января — Указом Президиума Верховного Совета Азербайджанской ССР ликвидирована административно-территориальная единица «Шаумянский район», её территория присоединена к Геранбойскому району[1]

## Февраль

Флаг Азербайджанской Республики

- 4 февраля — Остров Наргин переименован в Бёюк-Зиря[2]
- 5 февраля
  - Во время сессии Верховного Совета принимается решение о переименовании страны в «Азербайджанская Республика»
  - 3-цветный флаг АДР утверждается в качестве государственного флага[3]
- 7 февраля — Учреждён Кабинет министров Азербайджана[4]

## Март
- 18 марта — Создание университета “Хазар”[5][6][7]

## Апрель
- 19 апреля — Ликвидация комендантского режима, установленного 20 января 1990 года

## Май
- 8 мая — Создан Фонд социального страхования Азербайджанской ССР[8]

## Август
- 30 августа — На внеочередной сессии Верховного Совета принимается Декларация о восстановлении государственной независимости Азербайджанской Республики[9][10]

## Сентябрь
- 3 сентября — Избрание Гейдара Алиева председателем Верховного Совета Нахичеванской Автономной Республики[11]
- 5 сентября — Создание Министерства Обороны[12]
- 8 сентября — Проведение первых президентских выборов[13]
- 14 сентября — Роспуск Азербайджанской Коммунистической партии[14]
- 29 сентября — Создан Совет обороны Азербайджана[15]

## Октябрь
- 9 октября — Создание Вооружённых Сил[16]
- 18 октября
  - Принятие Верховным Советом Республики Конституционного акта о государственной независимости Азербайджанской Республики от СССР[17][18]
  - Учреждение в районах, городах и городских районах должности главы исполнительной власти
  - Создание Управления Президента
  - Создание должностей «государственный секретарь» и «государственный советник»

## Ноябрь
- 9 ноября — Признание независимости Азербайджанской Республики со стороны Турции[19]
- 20 ноября — Катастрофа Ми-8 близ села Каракенд
- 26 ноября
  - Учреждение Национального Совета, который состоял из 50 депутатов Верховного Совета
  - Принят закон об упразднении Нагорно-Карабахской автономной области[20]
  - Первый эфир ANS TV, первого независимого телеканала на постсоветском пространстве

## Декабрь
- 9 декабря — Принятие Азербайджана в членство Организации Исламской Конференции[21][22]
- 11 декабря — Признание независимости Азербайджана со стороны Румынии[23]
- 13 декабря — Признание независимости Азербайджана со стороны Пакистана
- 16 декабря
  - Учреждён День солидарности азербайджанцев мира[24]
  - Создан Пенсионный фонд Азербайджана[25]
- 25 декабря — Закон «О восстановлении азербайджанского алфавита с латинской графикой»[26]
- 28 декабря — Признание независимости Азербайджана со стороны Иордании и Судана
- 29 декабря — Референдум о независимости Азербайджана

## Без точных дат
- Вступление в ИСЕСКО
- Упразднена премия «Золотое перо»[азерб.]
- Создан Западный университет

## В культуре
- 2 января — Начало выпуска газеты «Культура[азерб.]», печатного органа Министерства культуры Азербайджана
- Ввод нового комплекса Мавзолея Низами Гянджеви

## В спорте
- Основан футбольный клуб «Терегги»